# SENGOKU RAIDEN CHAMPIONSHIP
SENGOKU RAIDEN CHAMPIONSHIP（センゴク・ライデン・チャンピオンシップ）は、日本の総合格闘技団体。略称はSRC（エス・アール・シー）。ドン・キホーテの子会社であるワールドビクトリーロード主催で2008年から2011年まで活動していた。2009年までの団体名は戦極-SENGOKU-（せんごく）。

## 歴史
2007年に活動を停止したPRIDEの選手やスタッフの受け皿として発足したワールドビクトリーロードが主催。当初大会演出は、PRIDEを運営してきた「やれんのか! 大晦日! 2007」の製作チームが担当することになっていたが、「コンセプトが合わなかった」として立ち消えになった。選手はPRIDEを主戦場として来た吉田秀彦、瀧本誠ら吉田道場所属選手を中心に、PRIDE武士道のエースであった五味隆典が加わり、GRABAKAやパンクラスなどPRIDEに出場していた団体やジムが選手派遣で協力している。選手契約については、選手の意思を尊重して他の大会への出場を制限せず、独占契約も結ばないとした。
2008年中に6大会、2009年1月4日にニューイヤーイベント「戦極の乱2009」を開催し、ミドル級とライト級の初代王座を決定した。2009年はフェザー級グランプリを開催した。
2009年9月、2年目で初となる大晦日興行を有明コロシアムで開催するとともにこの大会から団体名を「SENGOKU RAIDEN CHAMPIONSHIP」に変更することを発表。11月20日、大晦日興行を有明コロシアムから別会場へ変更予定であると発表したが、11月25日には「Dynamite!! 〜勇気のチカラ2009〜」でのSRC vs. DREAMの対抗戦を行うことを発表。目玉カードであった石井慧対吉田秀彦の試合もDynamite!!で行われることになった。代わりに有明では提携先のひとつである日本レスリング協会主催の「ジュニアスターカップ・レスリング選手権大会」を開催した。
2009年10月、「日本格闘競技連盟」の創設に参加。
2010年12月30日、日本レスリング協会との共催、FEGの協力で「戦極 Soul of Fight」を有明コロシアムで開催。

### 活動停止
旗揚げ当初から支出と収益のバランスが悪く、毎大会ごとに約5000万円の赤字を出してきたという。大手スポンサーが撤退するに及んで、WVRの親会社にして主催会社のドン・キホーテから社長が出向し赤字縮小に努め、ギャラの中抜きをしていた関係者の排除、地上波中継などのテコ入れも行ったが、それでも経営は改善せず、累積赤字は約10億円に及んだ。
そんな中、2011年1月31日、『ゴング格闘技』 2011年3月号に掲載された格闘技ライター高島学による日沖発へのインタビュー記事（高島がWVR側の選手契約についての不手際や、試合カードの質のばらつき、そして、現在の総合格闘技界のプロモーション側と選手側との力関係に苦言を呈している）が大きな波紋を呼んだ。主催会社のドン・キホーテは今後このような内容の報道が続くならばSRCから撤退する旨を示唆し、この件を理由として4月に予定されていたSRC17を中止するという前代未聞の事態となった。
同年3月11日、ドン・キホーテはSRCからの撤退を発表。ミドル級王者ジョルジ・サンチアゴ、フェザー級王者の日沖発との契約を解除し、全階級空位となり活動を停止した。
その後、SRCに関する権利はSRCエンタテインメントが管理しており、2014年にSRCエンタテインメントとWSOF JAPANが提携を結び、SRCのアーカイブを活かすとした。

## ルール
試合場にはリングを用い、一般的な総合格闘技ルールが採用されている。試合時間は1ラウンド5分で3ラウンド制。タイトルマッチのみ5ラウンド制。判定はラウンド毎に3名のジャッジによる減点法で行われ、同点の場合は必ずいずれかの選手に勝ち票を投じる。
サッカーボールキック、頭部への肘打ちは禁止されているが、踏みつけと3点ポジションでの頭部への膝蹴りは認められている。

## 階級
| 階級名称       | 体重       | 王者 |
| -------------- | ---------- | ---- |
| ヘビー級       | 93.1kg以上 | 空位 |
| ライトヘビー級 | 93.0kg以下 | 空位 |
| ミドル級       | 83.9kg以下 | 空位 |
| ウェルター級   | 77.1kg以下 | 空位 |
| ライト級       | 70.3kg以下 | 空位 |
| フェザー級     | 65.8kg以下 | 空位 |
| バンタム級     | 61.2kg以下 | 空位 |

2007年11月27日の発表当初は、ライト級を68kg以下、フェザー級を60kg以下としていたが、2008年1月31日に60kg以下のバンタム級を新設した上で、UFCや修斗など他の総合格闘技団体に近い階級制に改められた。さらに、2010年6月20日開催のSRC13より規定体重が改定された。

## 団体名
団体名は一般公募された。商標権を調査して、10,211通の応募の中の「戦国」「SENGOKU」から、和の言葉にしたいという意向から「戦極-SENGOKU-」に決定した。その後、漢字表記の「戦極」では海外進出が難しいとして、ローマ字表記の団体名変更を検討。2009年の大晦日興行より「SENGOKU RAIDEN CHAMPIONSHIP (SRC)」に変更することが決まった。「RAIDEN」は江戸時代の大相撲の名力士「雷電爲右エ門」に因んだものである。なお、2009年の大晦日に開催予定であった興行は中止となり、2010年3月7日開催の「SRC12」から団体名を「SRC」に変更した。

## テレビ放送
スカパー!およびケーブルテレビのスカチャン（旧パーフェクト・チョイス）、およびスカパー!e2のスカチャンHD800（旧スカチャン!ハイビジョン）によるPPV方式の生中継。実況は矢野武、市川勝也。解説は武田幸三、秋山成勲が行っている（※呼称変更前までは実況アナウンサーとして河内孝博、解説者として高阪剛が担当していた）。後日FIGHTING TV サムライでも放送される。
旗揚げ戦に関しては、全国6か所でパブリックビューイングも行われた。地上波中継も検討されたが中止になり、当日深夜の日本テレビのニュース番組『NEWS ZERO』で旗揚げの模様がスポーツニュースとして放送されるだけに終わった。なお、2008年3月21日放送のフジテレビの『SRS』にて旗揚げ戦の特集が組まれている。また、3月17日以降、VOD配信も行われている。
その後、2008年10月改編よりテレビ東京にて地上波放送がスタート。第五陣前日に当たる9月27日に特別番組を放送し、10月5日より『最強格闘技・戦極G!』として日曜深夜枠でのレギュラー放送を開始。2009年1月4日に開催されたニューイヤーイベント『戦極の乱2009』については2時間の中継も予定していたが、最終的にはレギュラー番組の30分拡大版としての放送となった。2009年6月からは番組内で若手育成を目的として開催された戦極G!杯が放送された。2009年10月より『格闘技ドキュメント SRC魂』、2010年1月より『格闘技伝説 雷電』と改称した。

## 開催履歴
| 大会名             | 開催年月日     | 会場                         | 開催地           |
| ------------------ | -------------- | ---------------------------- | ---------------- |
| 戦極 Soul of Fight | 2010年12月30日 | 有明コロシアム               | 東京都江東区     |
| SRC15              | 2010年10月30日 | 両国国技館                   | 東京都墨田区     |
| SRC14              | 2010年8月22日  | 両国国技館                   | 東京都墨田区     |
| SRC ASIA vol.1     | 2010年7月4日   | ディファ有明                 | 東京都江東区     |
| SRC13              | 2010年6月20日  | 両国国技館                   | 東京都墨田区     |
| SRC12              | 2010年3月7日   | 両国国技館                   | 東京都墨田区     |
| 戦極 〜第十一陣〜  | 2009年11月7日  | 両国国技館                   | 東京都墨田区     |
| 戦極 〜第十陣〜    | 2009年9月23日  | さいたまコミュニティアリーナ | 埼玉県さいたま市 |
| 戦極 〜第九陣〜    | 2009年8月2日   | さいたまスーパーアリーナ     | 埼玉県さいたま市 |
| 戦極 〜第八陣〜    | 2009年5月2日   | 国立代々木競技場第二体育館   | 東京都渋谷区     |
| 戦極 〜第七陣〜    | 2009年3月20日  | 国立代々木競技場第二体育館   | 東京都渋谷区     |
| 戦極の乱2009       | 2009年1月4日   | さいたまスーパーアリーナ     | 埼玉県さいたま市 |
| 戦極 〜第六陣〜    | 2008年11月1日  | さいたまスーパーアリーナ     | 埼玉県さいたま市 |
| 戦極 〜第五陣〜    | 2008年9月28日  | 国立代々木競技場第一体育館   | 東京都渋谷区     |
| 戦極 〜第四陣〜    | 2008年8月24日  | さいたまスーパーアリーナ     | 埼玉県さいたま市 |
| 戦極 〜第三陣〜    | 2008年6月8日   | さいたまスーパーアリーナ     | 埼玉県さいたま市 |
| 戦極 〜第二陣〜    | 2008年5月18日  | 有明コロシアム               | 東京都江東区     |
| 戦極 〜第一陣〜    | 2008年3月5日   | 国立代々木競技場第一体育館   | 東京都渋谷区     |

## 道場
2010年8月1日、SRC本部道場 (SRC MMA Training Gym) を正式オープンした。親会社であるドンキホーテ・パウきたいけぶくろ店2階内。同ジムは興行停止後も運営を継続し、SRCで唯一活動中の部門となっていたが、名称変更を経て2013年10月末に閉鎖された。

## チケット代の大幅値下げ
2010年9月10日、WVRは2010年10月30日に開催される「SRC15」より、「MMAメジャースポーツ化キャンペーン」と銘打って、「SRC15」以降、開催される大会のチケット代の大幅値下げに踏み切った。向井徹WVR代表は「MMAを野球やサッカーのように気軽に会場まで来て楽しめるプロスポーツにしたいという思いがあります。野球やサッカーに比べると格闘技イベントのチケットは高く『気軽に見に来て下さい』と言うのに無理があるという実態があり、チケット価格を大幅に改善することになりました」と意図を説明している。
だが、2010年9月22日のスポーツニッポンの記事によると、現在のSRCは対戦相手不足で試合が組まれない選手が多数いたり、吉田道場勢の離脱などにより、目玉となるカードがなくなりつつあるという興行面での問題を抱えていることが記載されている。